# Tommy Redding
Pour les articles homonymes, voir Redding.
Tommy Redding est un joueur américain de soccer né le 24 janvier 1997 à San Diego en Californie. Il évolue au poste de défenseur.

## Biographie

### En club
Le 3 janvier 2018, après avoir suivi Orlando City dans son passage de la USL Pro à la MLS, il est échangé aux côtés de Carlos Rivas contre Sacha Kljestan et une allocation monétaire aux Red Bulls de New York,.

### En équipe nationale
Avec les moins de 20 ans, il dispute le championnat de la CONCACAF des moins de 20 ans en 2017. Il joue six rencontres lors de ce tournoi. Les États-Unis remportent la compétition en battant le Honduras en finale.
Il dispute ensuite la Coupe du monde des moins de 20 ans organisée en Corée du Sud. Lors du mondial junior, il joue deux matchs : contre l'Équateur et la Nouvelle-Zélande. Les États-Unis sont battus en quart de finale par le Venezuela.

## Palmarès
- Vainqueur du championnat de la CONCACAF des moins de 20 ans en 2017 avec l'équipe des États-Unis des moins de 20 ans